# Minha Biblioteca Católica
A Minha Biblioteca Católica é uma editora brasileira, voltada ao público católico. Criada em 2017, em Dois Irmãos, no Rio Grande do Sul, já imprimiu mais de três milhões de exemplares, incluindo clássicos da espiritualidade, reedições de publicações religiosas e obras inéditas no país. A empresa distribui o conteúdo por meio de um clube de assinaturas.

## História
O clube surgiu em dezembro de 2017, a partir da ideia de três amigos — entre eles o produtor Matheus Bazzo — que possuíam um interesse em comum: a busca por livros católicos com qualidade. Com isso, foi concebida a Minha Biblioteca Católica, operando como um clube de assinaturas com envio mensal de obras ao público.
O primeiro envio foi realizado em janeiro de 2018 e, rapidamente, houve uma alta procura. No primeiro mês, as assinaturas bateram o estoque, exigindo o fechamento do site por dois dias.
Desde a criação, a empresa contabilizou 150 mil assinantes, tendo imprimido mais de três milhões de exemplares. Mensalmente, são enviados boxes com um livro relacionado à fé católica, leituras de apoio e outros itens. Hoje, a Biblioteca possui 70 colaboradores. A sede fica localizada em Porto Alegre, com o serviço logístico sendo operado em Dois Irmãos.
Entre as publicações editadas, estão História de uma Alma, de Teresa de Lisieux, Teologia do Corpo, do São João Paulo II e Castelo Interior, de Santa Teresa d'Ávila. Em 2019, a empresa produziu a série Filhos de Cister, sobre um grupo de monges no interior no Rio Grande do Sul. A produção foi o pontapé inicial para a criação da Lumine, serviço de vídeo sob demanda voltado ao público católico.
É detentora do maior clube de assinatura religioso do Brasil. 
A editora lançou, no fim de 2023, uma edição especial da Bíblia com a inclusão de comentários dos Padres da Igreja. A publicação ganhou o Prêmio Jabuti de melhor capa e ganhou duas medalhas de Projeto Editorial no Prêmio Brasileiro de Design.

### Últimas Coleções
No mês de dezembro completou-se um total de 73 coleções.
| Número do Box | Mês/Ano       | Título do Livro Principal                            | Autor Principal                        |
| ------------- | ------------- | ---------------------------------------------------- | -------------------------------------- |
| 73            | Janeiro/2024  | Rumo à Felicidade                                    | Venerável Fulton Sheen                 |
| 72            | Dezembro/2023 | Nossa Senhora de Guadalupe - imperatriz das américas | Mons. Emílio Silva de Castro           |
| 71            | Novembro/2023 | O Diálogo                                            | Santa Catarina de Sena                 |
| 70            | Outubro/2023  | Cartas de Santa Teresinha                            | Santa Teresa de Lisieux                |
| 69            | Setembro/2023 | Catequeses de Santo Tomás                            | Santo Tomás de Aquino                  |
| 68            | Agosto/2023   | São Luís Maria Grignion de Montfort                  | Louis Le Crom                          |
| 67            | Julho/2023    | A ciência da Cruz                                    | Santa Edith Stein                      |
| 66            | Junho/2023    | Santa Joana d'Arc                                    | Ir. Marie de La Sagesse Sequeiros, SJM |